# Scelimena melli
Scelimena melli är en insektsart som beskrevs av Günther, K. 1938. Scelimena melli ingår i släktet Scelimena och familjen torngräshoppor. Inga underarter finns listade i Catalogue of Life.